# Jan II. Pňovický ze Sovince
Jan II. Pňovický (Pňovský) ze Sovince byl moravský šlechtic, který pocházel z rodu pánů ze Sovince.

## Životopis
Janův stejnojmenný děd Jan Pňovický ze Sovince byl významnou moravskou osobností, když za stával funkci nejvyššího olomouckého sudího. Jeho syn Hynek jeho proslulosti nedosáhl, ovšem jeho syn vrátil svému rodu jeho význam.
První písemná zmínka o Janovi ze Sovince a Pňovic pochází z roku 1466, kdy ho jeho matka Eliška z Kunštátu vzala na spolek na polovinu svého jmění. V následujících letech se Jan uváděl na různých listinách, týkajících se zejména soudních sporů. Nacházíme ho však i na významných státních listinách, např. roku 1477 pečetil v Brně landfrýd, obdobnou listinu pečetil roku 1484 v Budíně. Jan Pňovický stejně jako jeho děd budoval svoji kariéru na základě dobrého vztahu s panovníkem. Dne 21. října 1486 vystupuje poprvé jako nejvyšší sudí olomouckého soudu.
Jan se neustále snažil zlepšovat své hospodářské poměry, o čemž svědčí řada listin. Velice často také vystupoval ve sporech s Janem Heraltem z Kunštátu, což vyvrcholilo v roce 1490, kdy po jeho smrti získal rodový hrad Sovinec, který se tak vrátil pánům ze Sovince zpět po deseti letech.
Roku 1492 se Jan Pňovický ze Sovince účastnil významného zasedání v Budíně, kde Vladislav Jagellonský řešil spor mezi nižší a vyšší šlechtou. V tomtéž roce je první písemná zmínka o jeho manželce Machně z Lomnice. Funkci olomouckého sudího opustil Jan v roce 1493 a v letech 1494–1507 se uvádí jako nejvyšší sudí markrabství moravského. I když vykonával tyto významné státní funkce, sám byl často účastníkem sporů, které se táhly jeho životem.
Jan jako významná osobnost začal na přelomu 15. a 16. století přestavovat hrad Sovinec v reprezentativní sídlo. Vystavěl jižní pozdně gotický palác a ve stavebním rozvoji pak pokračovali i jeho potomci. Jan Pňovický ze Sovince uvedl roku 1499 díky svému politickému vlivu svého syna Voka Pňovického ze Sovince do funkce olomouckého purkrabího. Jan zemřel v druhé polovině roku 1507. Zanechal po sobě dva syny a dvě dcery.

## Potomstvo
- Jan II. Pňovický ze Sovince
  - Vok Pňovický ze Sovince (1499–1531) – nejvyšší sudí moravský
    - Ješek Pňovický ze Sovince (1528–1548) – poslední mužský člen rodu na Moravě

  - Žofie (1506–1509) – manžel Burian Ledečský z Říčan
  - Eliška (1507–1542) – manžel Michal Slavata z Chlumu a Košumberka
  - Heralt Pňovický ze Sovince (1508–1528)
    - Kryštof Pňovický ze Sovince (1528–1536)
    - Zikmund Znata Pňovický ze Sovince (1531–1542)
    - Jiří Pňovický ze Sovince (1531–1542)